# Smokehouse Creek Fire

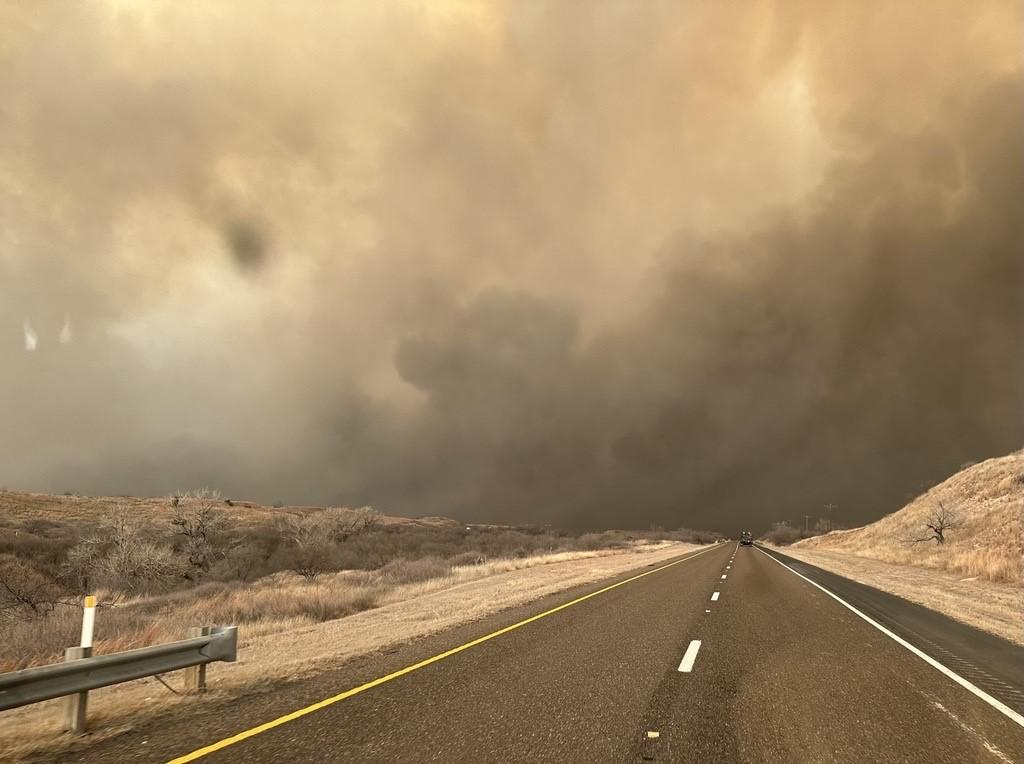
Rauchwolke des Smokehouse Creek Fire

Das Smokehouse Creek Fire war ein großer Flächenbrand in Texas und Oklahoma. Das Feuer brach am 26. Februar 2024 zusammen mit mehreren weiteren Bränden aus. Nach rapider Ausbreitung infolge von starkem Wind und hervorragenden Brandbedingungen war es sowohl das größte als auch zerstörerischste Buschfeuer in Texas seit Beginn der Aufzeichnungen und das zweitgrößte in der Geschichte der USA. Das Feuer verbrannte eine Fläche von knapp 4300 km² und zerstörte etwa 500 Gebäude. Mindestens zwei Personen starben, zudem kamen wohl Zehntausende Nutztiere, allen voran Rinder, ums Leben.

## Verlauf
Der Brand brach am 26. Februar 2024 gegen 14:20 Uhr Ortszeit während einer Hitzewelle aus und breitete sich angefacht von starkem Wind in der großteils aus vertrocknetem, abgestorbenen Grasland bestehenden Region des Texas Panhandle rapide aus. Ursache war ein defekter Strommast.
An dem Tag des Feuerausbruchs herrschten Rekordtemperaturen für einen Februartag. In Killeen lagen die Temperaturen bei ca. mehr als 37 °C und in Dallas bei mehr als 33 °C.  In Amarillo, nahe dem Ort, wo das Feuer ausbrach, betrug die Temperatur fast 28 °C; normal sind für diese Jahreszeit Tageshöchsttemperaturen von ca. 12 °C. Durch die für die Jahreszeit extrem hohen Temperaturen, die dazu beitrugen, Boden und Brennstoff auszutrocknen, und den starken, heißen und trockenen Wind betrug die relative Luftfeuchtigkeit nur zwischen 15 und 20 %, womit hervorragende Brandbedingungen herrschten. Auch standen durch eine nassere und damit längere Vegetationsperiode im Vorjahr, in der mehr Gras wuchs, ungewöhnlich viel nun trockener Brennstoff zur Verfügung. Durch den menschengemachten Klimawandel beobachten Wissenschaftler in Texas sowohl einen Anstieg der Temperaturen als auch eine Abnahme der Luftfeuchtigkeit, sodass zunehmend mehr Tage mit Feuerwetter, also heißen und trockenen Bedingungen, auftreten. Außerdem verlieren die klassischen Feuersaisons an Bedeutung, da Feuer zunehmend das ganze Jahr über auftreten können.
Bereits nach 28 Stunden hatte das Feuer eine Fläche von 1000 Quadratkilometern verbrannt, womit es schon zu diesem Zeitpunkt der fünftgrößte Brand in der Geschichte von Texas war. In diesem Zeitraum verbrannten somit 60 Hektar Fläche pro Minute. Am Abend des 28. Februar erreichte es eine Größe von 3400 km² und war damit das zweitgrößte Feuer in Texas seit Beginn systematischer Aufzeichnungen 1988.
Am Morgen des 29. Februar hatte es eine Größe von ca. 4400 km² erreicht. Damit war es gemäß Feuerwehr vor dem East Amarillo Complex Fire aus dem Jahr 2006 (ca. 3630 km²) das größte Feuer in Texas seit Aufzeichnungsbeginn und das zweitgrößte in der Geschichte der USA. Zu dem Zeitpunkt war es nur zu 3 % eingedämmt. An diesem Tag sowie am ersten März blieb die Feueraktivität aufgrund deutlich gefallener Temperaturen sowie leichtem Regen bzw. Schneefall gering, sodass sich das Feuer nicht nennenswert ausbreitete.
Mit Stand 8. März war das Feuer zu 87 % eingedämmt. Zu der Zeit hatte es eine Fläche von 1.058.482 Acres (knapp 4300 km²) verbrannt.
Am 16. März 2004, etwa 3 Wochen nach Ausbruch, war das Feuer vollständig eingedämmt.

## Auswirkungen

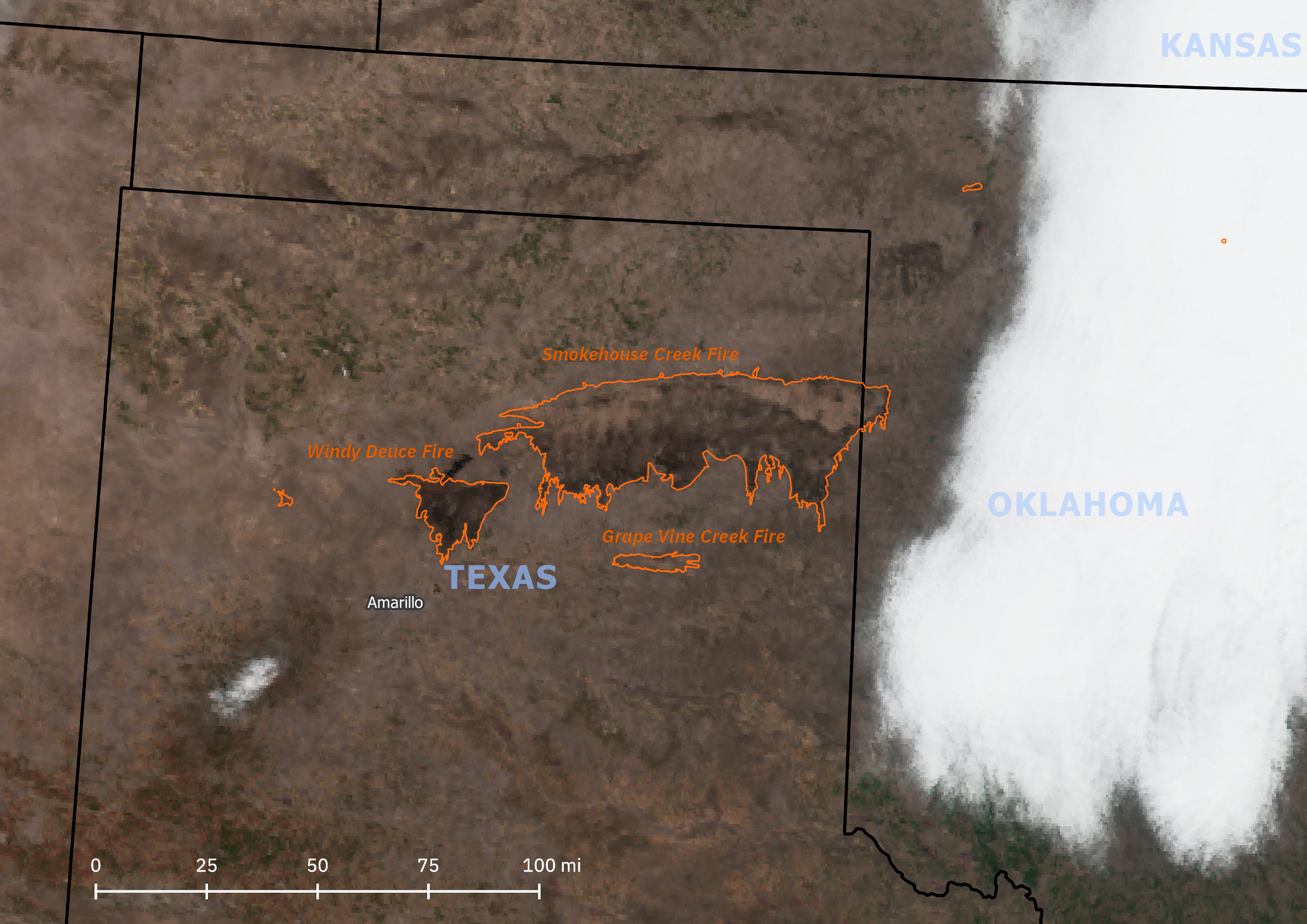
Satellitenbild der verbrannten Flächen, Stand 1. März 2024.

Das Smokehouse Creek Fire ist das zerstörerischste Feuer in der bekannten Geschichte von Texas. Es zerstörte rund 500 Gebäude.  Mindestens zwei Personen kamen ums Leben.
Aufgrund des Feuers sowie weiterer Brände in der Umgebung rief der texanische Gouverneur Greg Abbott in 60 Counties den Notstand aus. Bedroht war auch das Pantex Plant, eine Nuklearanlage, in der Atomwaffen demontiert werden. Die Anlage wurde geräumt, die Werkfeuerwehr stand für etwaige Einsätze zum Schutz der Anlage bereit.
Das Feuer schloss u. a. auch die texanische Stadt Canadian mit ca. 2200 Bewohnern ein und schnitt dabei Evakuierungswege ab. Dabei mussten Personen, die die Stadt nicht rechtzeitig verlassen hatten, in Notunterkünften Schutz suchen. Die genauen Schäden sind bisher nicht bekannt, jedoch sollen Augenzeugenberichte zufolge in den Außenbereichen zahlreiche Gebäude von den Feuer vernichtet worden sein. Für zahlreiche weitere Städte galten verpflichtende Evakuierungbefehle.
Mit Stand 28. Februar wurden in Canadian mindestens mehr als 30 Wohngebäude zerstört. In Stinnett brannten mindestens 20 Gebäude ab. Auch in Oklahoma wurden mindestens 13 Wohnhäuser zerstört.
Das Feuer verwüstete auch einen Großteil der 320 km² umfassenden historisch bedeutsamen Turkey Track Ranch im Wert von 180 Mio. Dollar, in der im amerikanischen Bürgerkrieg eine große Schlacht geschlagen wurde. Der Eigentümer sprach von einem wohl „historisch beispiellosen Verlust von Vieh, Ernte und Wildtieren sowie der Verlust von Ranchzäunen und anderer Infrastruktur“ auf der Ranch und weiteren benachbarten Grundstücken. Der texanische Landwirtschaftskommissar erklärte am 29. Februar, dass wohl Zehntausende Nutztiere im Feuer umkamen, größtenteils Rinder. Auch rechnet er damit, dass die überlebenden Rinder ihrer Nahrungsgrundlage beraubt seien, da es auf den betroffenen Flächen keine Vegetation mehr gebe. Eine ebenfalls frühe Schätzung ging von mehr 7.000 direkt im Feuer umgekommenen Rindern aus, wobei die Zahl auch auf 10.000 steigen könnte. Da viele überlebende Rinder aber schwere Verletzungen gerade an Hufen und Eutern davongetragen haben sowie durch den Rauch Verletzungen an den Atemwegen erlitten haben, rechnen Farmer damit, dass zahlreiche weitere Tiere notgeschlachtet werden müssen. Besonders betroffen waren trächtige Kühe sowie Kühe mit frisch geborenen Kälbern. Zudem wurden auch zahlreiche Kornspeicher Opfer der Flammen.
Da das Feuer auch einige Strommasten in Flammen aufgehen ließ, kam es zu Stromausfällen.